# Azoxybenzol
Azoxybenzol ist eine chemische Verbindung aus der Gruppe der Azobenzole. Der brennbare, wasserunlösliche Feststoff wurde seit 1974 von Fahlberg-List hergestellt. Er war bis 1992 in der DDR unter dem Handelsnamen Falivaron als Wirkstoff gegen Varroamilben zugelassen.

## Gewinnung und Darstellung
Azoxybenzol kann durch Reaktion von Nitrobenzol mit einem Reduktionsmittel (z. B. Arsen(III)-oxid, Glucose oder Methanol) und Natronlauge hergestellt werden. Alternativ kann auch N-Phenylhydroxylamin oxidiert werden.

## Eigenschaften
Die mittels DSC bestimmte Zersetzungswärme beträgt −258 kJ·mol−1 bzw. −1303 kJ·kg−1.